# Neottiella
Neottiella es un género de hongos de la familia Pyronemataceae. Fue circunscrito por el micólogo italiano Pier Andrea Saccardo en 1889.

## Especies
- Neottiella albocincta
- Neottiella aphanodictyon
- Neottiella carneorufa
- Neottiella crozalsiana
- Neottiella hetieri
- Neottiella hoehneliana
- Neottiella ithacaensis
- Neottiella macrospora
- Neottiella microspora
- Neottiella ricciicola
- Neottiella rutilans
- Neottiella sericeovillosa
- Neottiella trabutiana
- Neottiella vivida